# Lekkoatletyka na Letnich Igrzyskach Olimpijskich 1964 – sztafeta 4 × 100 m mężczyzn
Sztafetę 4 × 100 metrów mężczyzn podczas XVIII Letnich Igrzysk Olimpijskich w Tokio rozegrano  20 (eliminacje i półfinały) i 21 października 1964 (finał) na Stadionie Olimpijskim w Tokio. Zwycięzcą została sztafeta Stanów Zjednoczonych, która biegła w składzie: Paul Drayton, Gerald Ashworth, Richard Stebbins i Bob Hayes. Ustanowiła ona w finale rekord świata wynikiem 39,0 s.

## Rekordy
|                   | reprezentacja     | zawodnicy                                                   | czas | data                 | miejsce   |
| ----------------- | ----------------- | ----------------------------------------------------------- | ---- | -------------------- | --------- |
| Rekord świata     | Stany Zjednoczone | Hayes Jones, Frank Budd, Charley Frazier, Paul Drayton      | 39,1 | 15 lipca 1961(dts)   | Moskwa    |
| Rekord olimpijski | Stany Zjednoczone | Ira Murchison, Leamon King, Thane Baker, Bobby Joe Morrow   | 39,5 | 1 grudnia 1956(dts)  | Melbourne |
| Rekord olimpijski | Niemcy            | Bernd Cullmann, Armin Hary, Walter Mahlendorf, Martin Lauer | 39,5 | 7 września 1960(dts) | Rzym      |
| Rekord olimpijski | Niemcy            | Bernd Cullmann, Armin Hary, Walter Mahlendorf, Martin Lauer | 39,5 | 8 września 1960(dts) | Rzym      |

## Wyniki
| Poz. - pozycja |
| – rekord świata \| – rekord krajowy \| – rekord życiowy \| = – wyrównany rekord życiowy \| · – najlepszy wynik w sezonie \| = – wyrównany najlepszy wynik w sezonie \| – rekord olimpijski |
| Fn – falstart \| DNF – nie ukończył \| DNS – nie wystartował \| DSQ – zdyskwalifikowany |

### Eliminacje
21 sztafet przystąpiło do biegów eliminacyjnych. Rozegrano trzy biegi. Do półfinałów awansowały po cztery najlepsze sztafety w każdym biegu (Q), oraz cztery z najlepszymi czasami spośród pozostałych (q).

#### Bieg 1
| Poz. | Państwo         | Zawodnicy                                                                 | Rezultat | Uwagi |
| ---- | --------------- | ------------------------------------------------------------------------- | -------- | ----- |
| 1    | Włochy          | Livio Berruti, Ennio Preatoni, Sergio Ottolina, Pasquale Giannattasio     | 39,7     | Q     |
| 2    | Polska          | Andrzej Zieliński, Wiesław Maniak, Marian Foik, Marian Dudziak            | 39,9     | Q     |
| 3    | Wielka Brytania | Peter Radford, Ron Jones, Menzies Campbell, Lynn Davies                   | 40,1     | Q     |
| 4    | Węgry           | Huba Rozsnyai, Csaba Csutorás, László Mihályfi, Gyula Rábai               | 40,3     | Q     |
| 5    | Nigeria         | Sydney Asiodu, Folu Erinle, Jimmy Omagbemi, Abdul Amu                     | 40,4     | q     |
| 6    | Malezja         | Mazlan Hamzah, John Daukom, Canagasabai Kunalan, Mani Jegathesan          | 41,4     |       |
| –    | Irak            | Jassim Karim Kuraishi, Samir Vincent, Khalid Tawfik Lazim, Khudhir Zalata | DNF      |       |

#### Bieg 2
| Poz. | Państwo           | Zawodnicy                                                                | Rezultat | Uwagi |
| ---- | ----------------- | ------------------------------------------------------------------------ | -------- | ----- |
| 1    | Stany Zjednoczone | Paul Drayton, Gerald Ashworth, Richard Stebbins, Bob Hayes               | 39,8     | Q     |
| 2    | Wenezuela         | Arquímedes Herrera, Lloyd Murad, Rafael Romero, Hortensio Fucil          | 40,1     | Q     |
| 3    | Niemcy            | Heinz Erbstößer, Rainer Berger, Peter Wallach, Volker Löffler            | 40,2     | Q     |
| 4    | Senegal           | Malang Mané, Bassirou Doumbia, Malick Diop, Alioune Sow                  | 40,5     | Q     |
| 5    | Indie             | Anthony Coutinho, Makhan Singh, Kenneth Powell, Rajasekaran Pichaya      | 40,6     | q     |
| 6    | Japonia           | Hideo Iijima, Masaru Kamata, Kiyoshi Asai, Yōjirō Muro                   | 41,0     | q     |
| 7    | Tajlandia         | Taweesit Arjtaweekul, Suthi Manyakass, Maitri Vilaikit, Chalit Kanitasut | 41,8     |       |

#### Bieg 3
| Poz. | Państwo   | Zawodnicy                                                          | Rezultat | Uwagi |
| ---- | --------- | ------------------------------------------------------------------ | -------- | ----- |
| 1    | Francja   | Paul Genevay, Bernard Laidebeur, Claude Piquemal, Jocelyn Delecour | 39,8     | Q     |
| 2    | Jamajka   | Pablo McNeil, Patrick Robinson, Lynn Headley, Dennis Johnson       | 40,1     | Q     |
| 3    | ZSRR      | Edwin Ozolin, Boris Zubow, Gusman Kosanow, Borys Sawczuk           | 40,1     | Q     |
| 4    | Australia | Bob Lay, Eric Bigby, William Earle, Gary Holdsworth                | 40,6     | Q     |
| 5    | Ghana     | Michael Okantey, Michael Ahey, Ebenezer Addy, Stanley Allotey      | 40,8     | q     |
| 6    | Uganda    | Aggrey Awori, Sam Amukun, James Odongo, Amos Omolo                 | 41,4     |       |
| 7    | Filipiny  | Arnulfo Valles, Miguel Ebreo, Claro Pellosis, Rogelio Onofre       | 41,7     |       |

### Półfinały
Rozegrano dwa biegi półfinałowe. Do finału awansowały po cztery najlepsze zespoły z każdego biegu.

#### Bieg 1
| Poz. | Państwo           | Zawodnicy                                                          | Rezultat | Uwagi |
| ---- | ----------------- | ------------------------------------------------------------------ | -------- | ----- |
| 1    | Stany Zjednoczone | Paul Drayton, Gerald Ashworth, Richard Stebbins, Bob Hayes         | 39,5     | Q =   |
| 2    | Francja           | Paul Genevay, Bernard Laidebeur, Claude Piquemal, Jocelyn Delecour | 39,6     | Q     |
| 3    | Jamajka           | Pablo McNeil, Patrick Robinson, Lynn Headley, Dennis Johnson       | 39,6     | Q     |
| 4    | Wielka Brytania   | Peter Radford, Ron Jones, Menzies Campbell, Lynn Davies            | 40,1     | Q     |
| 5    | Australia         | Bob Lay, Eric Bigby, William Earle, Gary Holdsworth                | 40,1     |       |
| 6    | Nigeria           | Sydney Asiodu, Folu Erinle, Jimmy Omagbemi, Lawrence Okoroafor     | 40,1     |       |
| 7    | Węgry             | Huba Rozsnyai, Csaba Csutorás, László Mihályfi, Gyula Rábai        | 40,3     |       |
| 8    | Ghana             | Michael Okantey, Michael Ahey, Ebenezer Addy, Stanley Allotey      | 40,7     |       |

#### Bieg 2
| Poz. | Państwo   | Zawodnicy                                                             | Rezultat | Uwagi |
| ---- | --------- | --------------------------------------------------------------------- | -------- | ----- |
| 1    | Włochy    | Livio Berruti, Ennio Preatoni, Sergio Ottolina, Pasquale Giannattasio | 39,6     | Q     |
| 2    | Polska    | Andrzej Zieliński, Wiesław Maniak, Marian Foik, Marian Dudziak        | 39,6     | Q     |
| 3    | Wenezuela | Arquímedes Herrera, Lloyd Murad, Rafael Romero, Hortensio Fucil       | 39,6     | Q     |
| 4    | ZSRR      | Edwin Ozolin, Boris Zubow, Gusman Kosanow, Borys Sawczuk              | 39,7     | Q     |
| 5    | Niemcy    | Heinz Erbstößer, Rainer Berger, Peter Wallach, Volker Löffler         | 40,1     |       |
| 6    | Senegal   | Malang Mané, Bassirou Doumbia, Malick Diop, Alioune Sow               | 40,2     |       |
| 7    | Indie     | Anthony Coutinho, Makhan Singh, Kenneth Powell, Rajasekaran Pichaya   | 40,5     |       |
| 8    | Japonia   | Hideo Iijima, Masaru Kamata, Kiyoshi Asai, Yōjirō Muro                | 40,6     |       |

### Finał
| Poz. | Państwo           | Zawodnicy                                                             | Rezultat | Uwagi |
| ---- | ----------------- | --------------------------------------------------------------------- | -------- | ----- |
| 1    | Stany Zjednoczone | Paul Drayton, Gerald Ashworth, Richard Stebbins, Bob Hayes            | 39,0     | [ 1 ] |
| 2    | Polska            | Andrzej Zieliński, Wiesław Maniak, Marian Foik, Marian Dudziak        | 39,3     | [ 4 ] |
| 3    | Francja           | Paul Genevay, Bernard Laidebeur, Claude Piquemal, Jocelyn Delecour    | 39,3     |       |
| 4    | Jamajka           | Pablo McNeil, Patrick Robinson, Lynn Headley, Dennis Johnson          | 39,4     | [ 3 ] |
| 5    | ZSRR              | Edwin Ozolin, Boris Zubow, Gusman Kosanow, Borys Sawczuk              | 39,4     | =     |
| 6    | Wenezuela         | Arquímedes Herrera, Lloyd Murad, Rafael Romero, Hortensio Fucil       | 39,5     |       |
| 7    | Włochy            | Livio Berruti, Ennio Preatoni, Sergio Ottolina, Pasquale Giannattasio | 39,5     |       |
| 8    | Wielka Brytania   | Peter Radford, Ron Jones, Menzies Campbell, Lynn Davies               | 39,6     | [ 6 ] |